# Stazione di Cassino
Stazione di Cassino vasútállomás Olaszországban, Cassino településen.

## Vasútvonalak
Az állomást az alábbi vasútvonalak érintik:
- Róma–Cassino–Nápoly-vasútvonal

## Kapcsolódó állomások
A vasútállomáshoz az alábbi állomások vannak a legközelebb:
- Piedimonte San Germano-Villa Santa Lucia railway station
- Stazione di Fontanarosa-Cervaro